# Shunsuke Ando
Shunsuke Ando (født 10. august 1990) er en japansk fodboldspiller. Han var en del af den japanske trup ved Sommer-OL 2012.